# Сталь фон Гольштейн, Эрих Магнус
Барон Эрих Магнус Сталь фон Гольштейн (швед. Erik Magnus Staël von Holstein; 25 октября 1749, Лоддбю, лен Эстергётланд, Швеция — 9 мая 1802, Полиньи, Юра, Франция) — шведский дипломат из рода Сталь фон Гольштейн.
С 1772 года служил камергером при дворе шведской королевы Софии Магдалены. В 1783 году был назначен временным поверенным в делах при дворе Франции, и в 1785 году назначен шведским послом во Франции.
Дипломат Эрих Магнус Сталь фон Гольштейн стремился вывести Францию из союза со Швецией и Турцией и заменить её Пруссией в противовес альянсу — Российская империя-Австрия-Дания.

## Семья
21 января 1786 года женился на дочери видного государственного деятеля, министра финансов Франции Жака Неккера — мадемуазель Анне-Луизе Жермене Неккер, будущей знаменитой французской писательнице мадам де Сталь. В устройстве этого брака, о котором велись переговоры в течение 6 лет, принимали участие дворы французский и шведский. Уступая советам своего отца, 20-летняя Жермен решилась отдать руку барону де Сталь, но брак не был счастливым ни для одной из сторон. Барон де Сталь был старше своей супруги на 18 лет, это был искушённый светский человек, чьё обаяние было бесспорно и распространялось в том числе на французского короля и королеву Марию-Анутанетту. Жермен не соответствовала эстетическим идеалам своего пресыщенного супруга, он находил её чересчур экзальтированной и недостаточно изысканной, светской. На брак барон решился, прельстившись значительным приданым невесты и политическим весом её отца. Жермен в свою очередь не находила в муже интереса к занимавшим её предметам — литературе, философии. Тем не менее в браке родилось 5 детей:
- Густава София Магдалена (1787 — умерла в младенчестве)
- Густава Хедвига (1789 — умерла в младенчестве)
- Людвиг Август (1 сентября 1790 года. Умер во Франции в 1827 году, последним потомком, завершив семейную линию. Женился в 1827 на Адель Верне. По слухам, был биологическим сыном графа де Нарбонна, который сам был незаконным сыном короля Франции Людовика XV).
- Маттиас Альбрехт (2 октября 1792 года. Офицер кавалерии. Убит на дуэли 12 июля 1813 в Мекленбурге).
- Хедвига Густава Альбертина (8.06.1797 — 28.09.1838). Муж (1816): герцог Виктор де Брольи